# KOMO-TV
KOMO-TV（チャンネル4）は、アメリカ・ワシントン州シアトルにあるABC加盟のテレビ局。ベルビューの認可を受けたCW提携局KUNS-TV（チャンネル51）と並んで、シンクレア・ブロードキャスト・グループが所有している。この2つの放送局は、スペースニードルに隣接するシアトルのローワー・クイーン・アン地区にあるKOMOプラザ（旧フィッシャー・プラザ）内のスタジオを共有しており、KOMO-TVの送信所は、市内のクイーン・アン地区にある。
1953年12月にシアトルに本拠を置くフィッシャー・ブロードキャスティングの旗艦放送局として契約を締結し、元々はNBC加盟局だったが、2021年まで姉妹局だったKOMO（1000 AM）へのテレビ拡張だった。1959年にKING-TVが1年間の移行期間を経てNBCと提携し、KOMOはシアトルのABC加盟局となり、設立以来、市内のテレビ市場視聴率ではKING-TVに次ぐ第2位にランクされてきた。

## 歴史

### 創業
1953年12月10日、KOMOラジオとNBCラジオ・ネットワークとの長年にわたる関係により、NBC加盟局として運営を開始した。シアトル - タコマ地域で4番目に古いテレビ局である。また、シアトルで最初にテレビ信号を放送した局であるという、殆ど忘れ去られた特徴を持っている。クロスタウンのライバルであるKRSC-TV（チャンネル5、現：KING-TV）は1948年11月に初めて「幅広い視聴者」向けのテレビを放送したが、KOMOは20年近く前に実験的にテレビ信号を放送した。1929年6月3日、KOMOのラジオエンジニアであるフランシス・J・ブロット（Francis J. Brott）は、KOMO-TVが最初の定期放送を開始する23年前に、1インチのスクリーンを備えた小型セットに電線を介して、ハート、ダイアモンド、クエスチョンマーク、文字、数字の画像をテレビ放映した。一握りの視聴者が放送に魅了された。大恐慌と第二次世界大戦の発生がなければ、おそらくシアトルで最初のテレビ局としての地位を確立していた可能性があった。
元々製粉所と製材業で始まったフィッシャー家が所有していた。フィッシャー夫妻は、1926年にKOMOラジオを設立して放送事業に参入した。チャンネル4の建設許可をめぐって、フィッシャー夫妻は当時のKJRラジオの所有者と対立した。KOMOは、KJRグループが入札を取り下げた後、1953年6月にライセンスを授与され、わずか5ヶ月後にKOMO-TVが開局した。KOMOラジオのゼネラルマネージャーであり、KOMOの共同創設者であるオリバー・D・フィッシャー（Oliver D. Fisher）の甥であるウィリアム・W・ウォーレン（William W. Warren）は、KOMO-TVの開発を監督し、1987年に引退するまで局の管理に関与し続けた。
1954年、KOMOの報道写真家が、数日ではなく数時間しかかからない新しいプロセスでカラーフィルムを現像する方法を発明した。彼の発明により、国内で初めてトゥルーカラーで放送するテレビ局になった。
しかし、1958年10月、NBCはキング・ブロードキャスティング・カンパニーと提携契約を結び、シアトルとオレゴン州ポートランドにあるラジオとテレビのプロパティを取得した。シアトルでは、チャンネル4がABCとNBCの両方の番組をKING-TVと共有し、1959年9月27日にKING-TVがフルタイムでNBCと提携した。その時点で、KOMO-TVはABCの独占加盟局になった。
1960年代、地元のテレビパーソナリティであるドン・マキューン（Don McCune）は、KOMO-TVで見た2つの番組でシアトル市場で有名になった。この地域の何千人もの子供達は、マッキューンが子供向けの娯楽番組を主催する際の彼の役割である「キャプテン・ピュージェット」として知られていた。チャンネル4とマッキューンは、ドキュメンタリーシリーズ『エクスプロレーション・ノースウェスト（Exploration Northwest）』も制作し、太平洋岸北西部の多くの場所と人々を調査した。

### 1980年5月18日のセント・ヘレンズ山の噴火

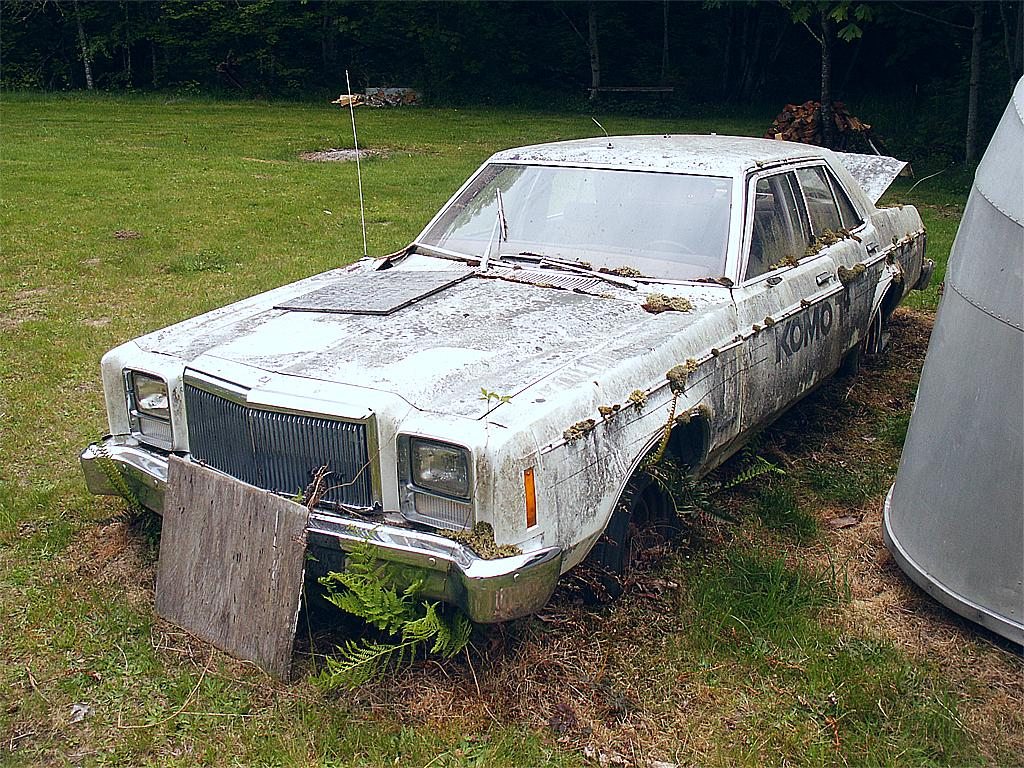
1980年のセント・ヘレンズ山の噴火に関与した KOMO-TV所有のマーキュリー・モナークの残骸

1980年5月18日のセントヘレンズ山の火山噴火でスタッフの1人を失いかけた。1975年からKOMOにいたデイブ・クロケット（Dave Crockett）は、数日前に交代するまで、3週間毎日山を報道していた。同年5月18日の朝、3:00にシアトルで目を覚まし、その日に何か印象的な映像が撮れるだろうと予感し、ニュースカーに荷物を積み込み、KOMOの誰も知らないうちにセントヘレンズ山に向かった。彼はちょうど噴火している山に到着した。進行中の火山灰雲とサウス・フォーク・トゥートル川を泥が流れる様子を映した彼のニュース映像は、11分間の「暗闇への旅（journey into the dark）」で有名になり、そのうちの6分間は「完全な暗闇」の中でクロケットは、彼が「地球での最後の日」になるだろうと思っていたものについて語った。彼の映像は世界的なニュースとなり、アート・カーニー主演の同災害のリメイク映画に使用された。彼が運転した車は、今でもKOMOの文字が残っており、トゥートルのすぐ外にあるセントヘレンズ山火山博物館（Mount St. Helens Volcano Museum）の一部となっている。

### 1984年～現在

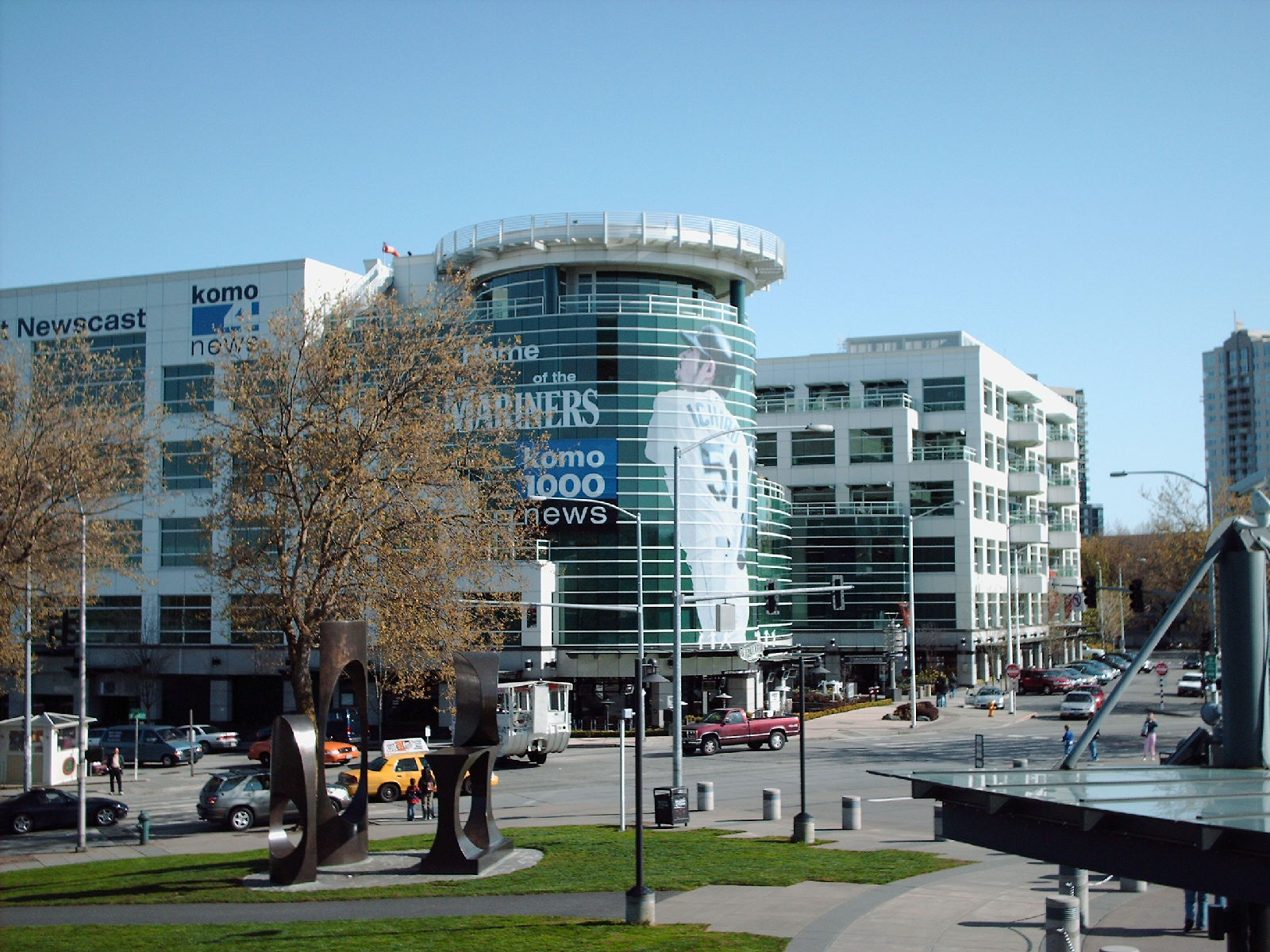
KOMOの現在の放送施設は、以前は「フィッシャー・プラザ（Fisher Plaza）」として知られており、2001年に完成した。複合施設の放送部分は2000年6月にオープンした。

1984年、KOMOは毎日の番組をフルステレオサウンドで放送する最初のテレビ局になった。
1994年、新しいハイビジョン信号を放送するための最初のテスト ライセンスを申請した。1997年に高解像度デジタル信号の放送を開始した。1999年5月18日、アメリカで初めて、毎日のニュース番組を高解像度で放送するテレビ局になった。しかし、この声明は、ダラスのWFAA（KING-TVの姉妹局）が1997年2月28日に毎日のニュース番組を高解像度で放送した国内初の放送局であるという主張と矛盾している。また、ノースカロライナ州ローリーのWRAL-TVとも競合している。
2009年7月2日23:15に、フィッシャー・プラザ複合施設の電気貯蔵庫で発生した大規模な電気火災により、23:00のニュース放送中に放送が中断された。
2013年4月10日、シンクレア・ブロードキャスト・グループは、フィッシャー・コミュニケーションズを3億7,330万ドルで買収すると発表した。ただし、この取引は財務調査の対象となった。法律事務所のレヴィ&コルシンスキー（Levi & Korsinsky）は、フィッシャーの株主に対し、取締役会が「取引に同意する前に会社を十分に買収しなかった」ことで信認義務に違反しており、シンクレアがフィッシャーの株式に対して過小な支払いを行っていると告発した。発表の直後、フィッシャーの株主から訴訟が提起された。同年8月6日、株主が1株あたり41ドルを受け取ることを承認した後、売却を承認する投票を行った。連邦通信委員会（FCC）は8月6日に取引を承認し、売却は8月8日に完了した。売却前、KOMO-TVは、シアトル市場で、地元の利益団体が所有する最後のテレビ局であり、フィッシャーによってゼロから構築された。
2014年3月18日7:40頃にフィッシャー・プラザを離陸したKOMO-TVのニュースヘリコプターがシアトル・センターで墜落し、少なくとも1台の車に落下した。2台目の車とピックアップトラックも関与して発火した。墜落したヘリコプターからの燃料は、セントルイスに拠点を置くヘリコプターズ株式会社（Helicopters Inc.）によってKOMOにリースされ、ローカルニュースサービスの契約に基づいてKING-TVによっても使用され、ブロードストリート（Broad Street、墜落現場の南側に沿って）を流れ、後に炎上した。ヘリコプターのパイロットであるゲーリー・プフィッツナー（Gary Pfitzner）と写真家のビル・ストロスマン（Bill Strothman）が墜落で死亡した。シアトル市消防局によると、車の1台に乗っていた37歳男性も重傷を負い、体の最大20%を覆う火傷を負ったと伝えられている（最大50%の火傷の以前の報告から修正された）。事故に巻き込まれたユーロコプターAS350 B2ヘリコプター（FAA登録番号N250FB）は、KOMO-TVが所有するヘリコプターの技術的アップグレードが行われている間、リースされていた。
2015年9月27日、シンクレアの主要なセットデザイン会社であるデブリン・デザイン・グループ（Devlin Design Group）によって設計されたニュース放送用の新しいスタジオを導入した。新しいデザインには、床に部族のデザイン、クジラの群れに触発されたデスク、プフィッツナーとストロスマンの記念碑として機能するヘリコプターの刃など、シアトルの風景にうなずきが含まれている。 
2017年5月8日、シンクレア・ブロードキャスト・グループは、FCCの規制当局の承認を待って、FOX加盟局のKCPQ（チャンネル13）とマイネットワークTV加盟局のKZJOの所有者であるトリビューン・メディアを39億ドルで買収する契約を締結し、さらにトリビューンが保有する27億ドルの負債を引き継ぎ、FCCとアメリカ合衆国司法省反トラスト局による規制当局の承認待ちだった。KOMOとKCPQは、シアトル - タコマの市場で1日の総視聴者数で最も視聴率の高い4つの放送局の1つにランクされており、各放送局は現在、1つの市場でフルパワーのテレビ局を2つ以上所有することを法的に許可されていないため、これらの企業は、買収の承認に先立ち、FCCの所有規則を順守するために、KOMO/KUNSまたはKCPQ/KZJO複占のいずれかを別の放送局グループに売却する必要があったが、いずれかの放送局を独立した買い手に売却するかどうかは、放送テレビ局の地元の所有権に関するFCCのその後の決定と、議会による将来の行為に依存していた。シンクレアはKOMO-TVとKUNS-TVを維持し、KCPQとKZJOをFOXテレビジョン・ステーションズに売却するとの臆測の後、2018年4月24日にKOMO-TVを維持し、KZJOを買収し、KCPQとKUNS-TVを売却すると発表した。KUNS-TVはハワード・スターク・ホールディングスに売却され、シンクレアは引き続きサービスを提供し、KCPQはFOXテレビジョン・ステーションズに売却され、FOX直営局となった。取引のキャンセルにより、KCPQとKZJOは代わりにネクスターに行き、2020年にFOXに売却された。
2018年7月18日、FCCは、特定の紛争資産の売却申請におけるシンクレアの率直さについて「重大な懸念」が生じる中、シンクレアとトリビューンの買収を行政法判事に審査させることを決定した。3週間後の8月9日、トリビューンはシンクレアとの取引を終了すると発表し、他の合併や買収の機会を模索するつもりだった。
2021年9月、ラジオの姉妹局KOMO（1000 AM及び97.7 FM）、KVI（570 AM）、KPLZ-FM（101.5）がロータス・コミュニケーションズに売却され、KUNS-TVがシアトルのKOMO-TVの唯一の姉妹局となった。KOMO-TVとKOMOラジオは、68年の売却をもって分離した。シンクレアはKOMOコールサインを完全に制御し続けた。2022年2月2日、ロータスはKOMOラジオのコールサインをKNWNに変更したが、KOMO-TVとのパートナーシップは引き続き維持されている。
2023年9月1日、ネクスターが過半数の株式を取得した後、CBSニュース・アンド・ステーションズがネットワークとの提携を撤回するオプションを行使した後、2番目のサブチャンネルがKSTWに代わって一時的にThe CWの放送を開始した。サブチャンネルは、他の全ての期間においてコメットの番組を放送し続けた。2024年1月1日、KUNS-TVはユニビジョンとの提携を終了し（ベリンハム認可のKVOS-TVに移行）、シアトル市場向けのThe CWの新しい加盟局となった。

## 番組
KOMO-TVとポートランドの姉妹局KATU（これもフィッシャーが建設し、1962年に契約）は、両局の夕方のニュース番組に対応するために、1970年の番組開始から1995年まで、『マンデーナイトフットボール』（MNF）を1時間遅れで放送していたアメリカ本土の2つのABC放送局だけだった。1976年にシアトル・シーホークスがNFLに加わった時、各局はシーホークスが関与する『MNF』試合を生中継するためにこの取り決めを変更した。1996年、何年にもわたるファンの抗議の後、KOMO-TVとKATUの両局は、毎週どのチームがプレーするかに関係なく、『マンデーナイトフットボール』の全スケジュールを生放送で開始した。10年後、同番組はESPNのケーブル放送に移行したが、ABCは2020年に一部の試合をESPNで同時放送し、2015年からはNFLワイルドカードプレーオフの試合も同時放送し始めた。KOMO-TVは第40回スーパーボウルでのシーホークスの様子を放映した。

### ニュース業務
現在、毎週45時間（平日：7時間、土日：5時間）の地元制作のニュース番組を放送している。
過去30年間、シアトルのニュース視聴率でKING-TVと直接競合してきた。KOMOは、市場のローカルニュース番組の中で常にトップの地位を占めている。

#### 受賞
KOMO-TVのニュース部門はその報道で常に賞を受賞しており、シアトルのどのテレビ局よりも年間平均受賞数が多い。2002年と2008年の両方で「最優秀大規模市場ニュース番組（Best Large Market Newscast）」としてエドワード・R・マロー賞を受賞した。2008年6月、15の地域エミー賞を受賞し、「ステーション・エクセレンス（Station Excellence）」、「モーニングニュース（Morning News）」、「イブニングニュース（Evening News）」、「ニュース速報（Breaking News）」、「チーム取材（Team Coverage）」部門で最高の栄誉を獲得した。アンカー兼リポーターのモリー・シェン（Molly Shen）は名誉ある個人功労賞を3年ぶり2回目、長年アンカーを務めるキャシー・ゲルツェンはKOMOでの25年以上の勤務が認められシルバーサークル賞（Silver Circle Award）を受賞した。「ニュース速報報道（Breaking News Coverage）」でエミー賞も受賞した。ザ・ファビュラス・パームスプリングス・フォリーズ（カリフォルニア州パームスプリングス）の一部は1997年にエミー賞を受賞した。

#### 論争
2019年3月、KOMO-TVで『Seattle is Dying（シアトルは死にかけている）』というニュース特集が放送された。この特別番組は、シアトルで進行中の薬物とホームレスの危機を記録し、住民、事業主、元警察署長、数人のホームレスの人々へのインタビューを含んだ。同ドキュメンタリーとKOMO-TVは、放送後に他のメディアから批判された。「シアトル・タイムズ」はこの内容に異議を唱え、同年4月にシアトルの犯罪率は1980年代と1990年代よりも実際には大幅に低いという反論を発表した。同ドキュメンタリー作品の主題は、後でインタビューされた際に、彼が誤って伝えられたと報じた。

#### 放送スタッフ
KOMOアンカーのダン・ルイス、カティ・ゲルツェン、気象予報士のスティーブ・プールは、1987年から2009年までKOMOのイブニングニュースチームを務め、アメリカで3番目に長いアンカーチームの在職期間を持っていた。同局の夕方のニュース番組は、長い間ルイスとゲルツェンによって共同アンカーされており、「シアトル・ポスト＝インテリジェンサー」から「町で最高のレギュラーのアンカーユニット（Best First-String anchor unit in town）」と称賛された。
1993年の大統領就任式の後、ルイスはホワイトハウスで行われた当時の大統領であるビル・クリントンにインタビューした最初のリポーターになった。

##### 注目の現役スタッフ
- エリック・ジョンソン（英語版） - アンカー
- シャノン・オドネル（英語版） - 主任気象学者

##### 著名な元スタッフ
- カティ・ゲルツェン（英語版） - アンカー及び特別任務リポーター（1980年 - 2012年、2012年8月13日に死去）[62]
- キース・ジャクソン（英語版） - リポーター、後にスポーツキャスター（1954年 - 1964年、後にABCスポーツに所属、2018年1月12日に死去）[63]
- ダン・ルイス（英語版） - アンカー（1987年 - 2014年、引退）
- ローリー・マツカワ - アンカー（1980年 - 1983年）、1983年に平日アンカーとしてKING-TVに移籍。現：引退
- スティーブ・プール（英語版） - 主任気象学者（1977年 - 2019年、2023年11月22日に死去）
- シンディ・ラインハート（英語版） - 『ノースウェスト・アフタヌーン（英語版）』共同ホスト（1984年 - 2008年、2024年1月2日に死去）[64]
- ビル・ショーリー（英語版） - スポーツキャスター（1955年 - 1959年、キース・ジャクソンと共に勤務した。後にほぼ30年間「The Voice of the Trailblazers」となり、後にチームの「大使」となった。2023年1月21日に死去）[65]
- ケン・シュラム（英語版） - リポーター兼コメンテーター（1977年 - 2012年、2014年5月29日に死去）[66][67]
- ジョン・シーゲンターラー・ジュニア（英語版） - アンカー兼リポーター（1992年にアンカー/リポーターであるケリー・ブロックと結婚・退職し、テネシー州ナッシュビルに移った。後に『NBCナイトリーニュース』の週末版アンカー）
- ジム・スナイダー（英語版） - アンカー兼リポーター（1994年 - 1998年、現：KSNV）

## 技術情報

### サブチャンネル
信号は多重化されている。
| チャンネル | 解像度 | アスペクト比 | ショートネーム | 番組編成          |
| ---------- | ------ | ------------ | -------------- | ----------------- |
| 4.1        | 720p   | 16:9         | KOMO           | ABC               |
| 4.2        | 480i   | 16:9         | Comet          | コメット          |
| 4.3        | 480i   | 16:9         | Charge!        | チャージ!         |
| 51.1       | 1080i  | 16:9         | KUNS           | The CW（KUNS-TV） |

### アナログからデジタルへの変換
KOMO-TVは、連邦政府が義務付けたアナログテレビからデジタルテレビへの移行の一環として、2009年6月12日にVHFチャンネル4でのアナログ信号を停止した。デジタル信号は、仮想チャンネル4を使用して、移行前のUHFチャンネル38に残った。
2009年、モバイルDTV信号を最初に開始した国内の4つのテレビ局のうちの1つになった。オープン・モバイル・ビデオ・コアリションは、その後、モバイルデバイスでのクリアな受信を備えた無料放送デジタル放送テレビに正式に採用され、元のATSC標準の欠陥が克服されたATSC-M/H標準のベータテストにKOMOと独立局KONG、アトランタのWPXA-TVとWATLを選択した。

## カナダ及び市場外の放送範囲
KOMO-TVは、カナダ・ブリティッシュコロンビア州バンクーバー/ビクトリア地域の殆どのケーブル加入者がABC系列局として利用でき、ベル・サテライトTVとショー・ダイレクト衛星サービスで見られる5つのシアトルテレビ局の1つである。また、ワシントン州エレンズバーグのチャーター・スペクトラム（ヤキマDMAの一部）では、ABC番組といくつかのシンジケート番組が地元の系列局KAPPの存在によりブラックアウトされ、市場から外れていることが分かる。

## 海外での姉妹放送局
- 北海道テレビ放送（ 日本・北海道、テレビ朝日系列） - 1990年に締結[73][74]